# Heterocerus snizeki
Heterocerus snizeki is een keversoort uit de familie oevergraafkevers (Heteroceridae). De wetenschappelijke naam van de soort is voor het eerst geldig gepubliceerd in 1996 door Skalický.